# Dynamo (towarzystwo sportowe)
"Dynamo", również Dinamo (ros. Динамо-trl. Dinamo; ukr. Динамо-trl. Dynamo; biał. Дынама-trl. Dynama; gruz. დინამო-trl. dinamo, orm. Դինամո-trl. Dinamo) – towarzystwo sportowe i kultury fizycznej, założone w 1923 roku w Związku Radzieckim. Towarzystwo było zrzeszeniem klubów wielosportowych, których członkowie pochodzili z NKWD, a po II wojnie światowej z MWD i KGB. Honorowym przewodniczącym stowarzyszenia "Dynamo" w pierwszych latach jego istnienia był szef DPU NKWD RSFSR Feliks Dzierżyński. Wraz z okupacją Europy Wschodniej przez Sowietów po II wojnie światowej podobne stowarzyszenia Dynamo powstały w całym bloku wschodnim, na przykład, "SV Dynamo" (Niemiecka Republika Demokratyczna). Z czasem nazwa "Dynamo" lub "Dinamo" rozprzestrzeniła się na kluby sportowe z innych krajów Azji, Europy, Afryki, Ameryki Północnej i Południowej.

## Nazwa
Nazwa nadana stowarzyszeniu miała oznaczać "Moc w ruchu", zaczerpnięta z greckiego: δύναμις, dynamis — moc i łacińskiego: motio — ruch. Nieprzypadkowo termin ten został po raz pierwszy użyty wcześniej przez belgijskiego wynalazcę Zénobe Gramme'a dla generatora elektrycznego. Dynamo, wraz ze stowarzyszeniami sportowymi Sił Zbrojnych (CSKA), stanowiło uniwersalny system wychowania fizycznego i sportu ZSRR. 45 dyscyplin sportowych zostało prowadzonych przez stowarzyszenie w 1971 roku. Posiadało około 6000 obiektów sportowych i 43 Szkoły Sportowe dla Dzieci i Młodzieży (DJuSSz).

## Historia
Organizacja sportowa Dynamo została oficjalnie założona 18 kwietnia 1923 roku z inicjatywy Feliksa Dzierżyńskiego. Patronat objęła ówczesna tajna policja GPU, jedna z poprzedniczek późniejszych sowieckich struktur bezpieczeństwa, takich jak KGB, NKWD i MWD. Przez cały okres sowiecki utrzymywano kontakty z władzami bezpieczeństwa; wielu sportowców Dynamo posiadało formalnie stopień w milicji lub służbie bezpieczeństwa państwa z odpowiednim wynagrodzeniem. Kiedy w pierwszych latach po drugiej wojnie światowej w NRD i dużej części państw Europy Wschodniej zainstalowano rządy proradzieckie, ponownie użyto nazwy Dynamo w odniesieniu do podobnych stowarzyszeń sportowych.
Na przestrzeni lat liczne kluby zrzeszone w organizacji sportowej Dynamo odniosły znaczące międzynarodowe sukcesy w różnych dyscyplinach sportowych. W latach 60. i 70. XX wieku siatkarki Dinama Moskwa zdominowały Puchar Europy, który w tym czasie wygrały 11 razy. Koszykarze z Dinama Tbilisi zrobili to samo w 1962 roku, kiedy to kontynuowali radziecką passę sukcesów w Pucharze Europy Mistrzów Krajowych, odnosząc ostatnie zwycięstwo z Realem Madryt. W piłce nożnej drużyna Dynama Kijów zdobyła Puchar Zdobywców Pucharów Europy w 1975 i 1986 roku oraz Superpuchar UEFA w 1975, a piłkarze Dinama Tbilisi zanotowali zdobycie Pucharu Zdobywców Pucharów Europy w 1981. Hokeiści na trawie z Dinama Ałmaty znaleźli się na liście zwycięzców Pucharu Europy w 1982 i 1983 roku.

## Struktura
Obecnie Dynamo to ogólnorosyjskie stowarzyszenie, zajmujące się sportem i kulturą fizyczną z siedzibą w Moskwie. Stowarzyszenie posiada także kilka zagranicznych spółek zależnych w Armenii, Białorusi, Bułgarii, Gruzji, Kazachstanie, Kirgistanie, Łotwie, Mołdawii, Rumunii, Tadżykistanie, Turkmenistanie i Ukrainie. 
Wiele zrzeszonych wówczas klubów sportowych to obecnie kluby niezależne, które zachowały swoje pierwotne nazwy Dynamo lub Dinamo i są zarejestrowane w Rosji, na Ukrainie, na Białorusi, w Estonii, na Łotwie, na Litwie, w Mołdawii, w Gruzji, w Armenii, w Azerbejdżanie, w Kazachstanie, w Kirgistanie, w Uzbekistanie, w Turkmenistanie, w Tadżykistanie, w Albanii, w Anglii, w Austrii, na Bahamach, w Bośni i Hercegowinie, w Brazylii, w Bułgarii, w Chorwacji, na Cyprze, w Czarnogórze, w Czechach, w Hiszpanii, w Holandii, w Irlandii, w Kamerunie, w Kanadzie, w Kosowie, w Niemczech, w Panamie, w Polsce, w Południowej Afryce, w Rumunii, w Serbii, w Stanach Zjednoczonych, w Szwajcarii, w Walii, we Włoszech, w Zambii i w Zimbabwe.